# العلاقات الوسط إفريقية القرغيزستانية
العلاقات الوسط أفريقية القيرغيزستانية هي العلاقات الثنائية التي تجمع بين جمهورية أفريقيا الوسطى وقيرغيزستان.

## مقارنة بين البلدين
هذه مقارنة عامة ومرجعية للدولتين:
| وجه المقارنة                                              | جمهورية أفريقيا الوسطى      | قيرغيزستان                      |
| --------------------------------------------------------- | --------------------------- | ------------------------------- |
| المساحة (كم2)                                             | 622.98 ألف                  | 199.95 ألف                      |
| عدد السكان (نسمة)                                         | 4.66 مليون                  | 6.20 مليون                      |
| الكثافة السكانية (ن./كم²)                                 | 7.48                        | 31.01                           |
| العاصمة                                                   | بانغي                       | بيشكك                           |
| اللغة الرسمية                                             | لغة فرنسية، اللغة السانغوية | اللغة الروسية، اللغة القيرغيزية |
| العملة                                                    | فرنك وسط أفريقي             | سوم قيرغيزستاني                 |
| الناتج المحلي الإجمالي (بليون دولار)                      | 1.95 مليار                  | 7.56 مليار                      |
| الناتج المحلي الإجمالي (تعادل القوة الشرائية) بليون دولار | 3.03 مليار                  | 20.45 مليار                     |
| الناتج المحلي الإجمالي الاسمي للفرد دولار أمريكي          | 323                         | 1.10 ألف                        |
| الناتج المحلي الإجمالي للفرد دولار أمريكي                 | 594                         |                                 |
| مؤشر التنمية البشرية                                      | 0.350                       | 0.655                           |
| رمز المكالمات الدولي                                      | +236                        | +996                            |
| رمز الإنترنت                                              | .cf                         | .kg                             |
| المنطقة الزمنية                                           | ت ع م+01:00                 | ت ع م+06:00                     |

## منظمات دولية مشتركة
يشترك البلدان في عضوية مجموعة من المنظمات الدولية، منها:
| علم المنظمة | اسم المنظمة                        | تاريخ انضمام جمهورية أفريقيا الوسطى | تاريخ انضمام قيرغيزستان |
| ----------- | ---------------------------------- | ----------------------------------- | ----------------------- |
|             | مؤسسة التنمية الدولية              | 27 أغسطس 1963                       | 24 سبتمبر 1992          |
|             | يونسكو                             | 11 نوفمبر 1960                      | 2 يونيو 1992            |
|             | وكالة ضمان الاستثمار متعدد الأطراف | 8 سبتمبر 2000                       | 21 سبتمبر 1993          |
|             | الأمم المتحدة                      | 20 سبتمبر 1960                      | 2 مارس 1992             |
|             | الاتحاد البريدي العالمي            | ?                                   | ?                       |
|             | البنك الدولي للإنشاء والتعمير      | 10 يوليو 1963                       | 18 سبتمبر 1992          |
|             | الاتحاد الدولي للاتصالات           | 2 ديسمبر 1960                       | 20 يناير 1994           |
|             | منظمة حظر الأسلحة الكيميائية       | ?                                   | ?                       |
|             | مؤسسة التمويل الدولية              | 1 أبريل 1991                        | 11 فبراير 1993          |
|             | منظمة التجارة العالمية             | ?                                   | ?                       |
|             | منظمة الشرطة الجنائية الدولية      | ?                                   | ?                       |

## وصلات خارجية
- موقع وزارة الخارجية القيرغيزستانية